# Castelldaséns
Castelldaséns (oficialmente y en catalán Castelldans) es un municipio y localidad española de la provincia de Lérida, en la comunidad autónoma de Cataluña. El término municipal, ubicado en la comarca de Las Garrigas, tiene una población de 891 habitantes (INE 2024). 

## Geografía
El municipio situado en la parte occidental de la comarca de Las Garrigas, en el límite con la del Segriá. En censos del siglo XIX figuró con nombres como Castelldasens y, más adelante Castelldáns, que mantuvo hasta la segunda mitad del siglo XX.

## Historia
A mediados del siglo XIX, el lugar contaba con una población censada de 508 habitantes. La localidad aparece descrita en el sexto volumen del Diccionario geográfico-estadístico-histórico de España y sus posesiones de Ultramar de Pascual Madoz de la siguiente manera:

CASTELLDASENS: l. con ayunt. en la prov.. part. jud. y dióc de Lérida (4 horas), aud. terr. y c. g. de Cataluña (Barcelona 30): sit. en una llanura bastante elevada, y circundado á sus inmediaciones de pequeñas colínas: le combaten sin embargo perfectamente todos los vientos, y el clima templado, solo produce algunas inflamaciones. Tiene 65 casas y la del ayunt., y no se encontraba en esta pobl. otro edificio notable que la casa que fué de frailes Cartujos, edificio hoy casi arruinado. Antiguamente tuvo también un cast. en su parte N., del cual apenas quedan en la actualidad escasos vestigios; este fuerte fué conquistado á los moros por el conde de Urgel D. Ramon Berenguer: la igl. parr. (Ntra. Sra. de la Asuncion) que fué de patronato del Abad, del extinguido monast. de Escala-Dei, la sirve un cura párroco y un beneficiado de patronato particular, con un sacristan que sirve de campanero y nombra el primero. Confina el térm. N. Puigvert y Juneda (á 1 leg.); E. Miravall y Arañó; S. Albages, ambos á la misma dist. del primero, y O. Cogul y Aspa (á 1 y 1/2). Dentro de su jurisd. se hallan los cas. y desp. de Masraig, que solo tiene una casa con una cabaña para encerrar ganado, y los desp. llamados Mas del Antorn con sus moradores, Mas de Melous, Macherri, Mas Dantost y Mandaña: se halla también en el térm. de esta pobl. una pequeña fuente de agua de buena calidad; pero tanto los vec. para sus usos, como para abrevadero de ganados y hasta para lavar la ropa, se surten de una famosa balsa que desde 1822 no ha fallado jamas la suficiente para atender á sus necesidades. El terreno es de buena calidad, y susceptible de muchas mejoras, hallándose en él bastantes árboles frutales, entre ellos muchos almendros é higueras. caminos: atraviesa por el pueblo la carretera que desde Lérida conduce al priorato de la Cartuja y á Reus, en bastante buen estado, pasando también por el mismo los que dirigen á Albages, Cogul y otros puntos: la correspondencia la reciben en Lérida las personas que van al mercado de aquella c. prod.: trigo, cebada, aceite, almendras y otras frutas con un poco de vino y pastos: se cria bastante ganado lanar; y hay abundante caza de perdices, liebres y conejos; la pesca se reduce á tencas muy finas en la balsa mencionada. ind.: 3 molinos aceiteros; uno que fué de los citados PP. Cartujos con 3 prensas, y los otros 2 de particulares con una sola; esperándose que irán progresando todos los años en razon á las nuevas plantaciones de olivares. comercio: arrieria destinada á la importacion y esportacion de granos, vino y aceite. pobl.: 85 vec., 508 alm. cap. imp.: 63,732 rs. contr.: el 14,28 por 100 de esta riqueza. presupuesto municipal 5,200 rs. que se cubren por reparto vecinal.
(Madoz, 1847, pp. 102-103)

## Demografía
Cuenta con una población de 891 habitantes (INE 2024).
| Gráfica de evolución demográfica de Castelldaséns entre 1842 y 2021 |
| |
| Población de derecho según los censos de población del INE Población de hecho según los censos de población del INEEn estos censos se denominaba Castelldasens: 1842 En estos censos se denominaba Castelldáns: 1857, 1860, 1877, 1887, 1897, 1900, 1910, 1920, 1930, 1940, 1950, 1960, 1970 y 1981 |

| 1900 | 1930 | 1950 | 1970 | 1981 | 1986 |
| ---- | ---- | ---- | ---- | ---- | ---- |
| 1323 | 1445 | 1328 | 1156 | 1047 | 1016 |